# Ей (Иркутская область)
Ей (бур. Ой - лес) — деревня в Нукутском районе Усть-Ордынского Бурятского округа Иркутской области. Входит в муниципальное образование «Шаратское».

## География
Село расположено на Иркутско-Черемховской равнине в Тулуно-Балаганской лесостепной зоне. Находится в 18 км от районного центра. Состоит из 3 улиц: Центральная, Гаражная, Школьная.

## Население
| 2002 | 2010 | 2011 | 2012 |
| ---- | ---- | ---- | ---- |
| 204  | ↘200 | →200 | ↘194 |